# Meigenia hilaris
Meigenia hilaris är en tvåvingeart som beskrevs av Robineau-desvoidy 1863. Meigenia hilaris ingår i släktet Meigenia och familjen parasitflugor.
Artens utbredningsområde är Frankrike. Inga underarter finns listade i Catalogue of Life.